# Frydek (jezero)
Frydek je jezero na území města Wąbrzeźno v Kujavsko-pomořském vojvodství v Polsku. Je součástí geomorfologického celku Pojezeří Chełmiňské.

## Popis
Rozloha vodní plochy se pohybuje od 24.5 ha do 26 ha nebo 27,3 ha. Hladina vody jezera se nachází v nadmořské výšce 94,7 m n. m. Průměrná hloubka je 7,2 m a maximální je 24,0 metrů.
Jezero je značně znečištěné.